# Parroquia de Santa María de Gracia de Jesús (Barcelona)

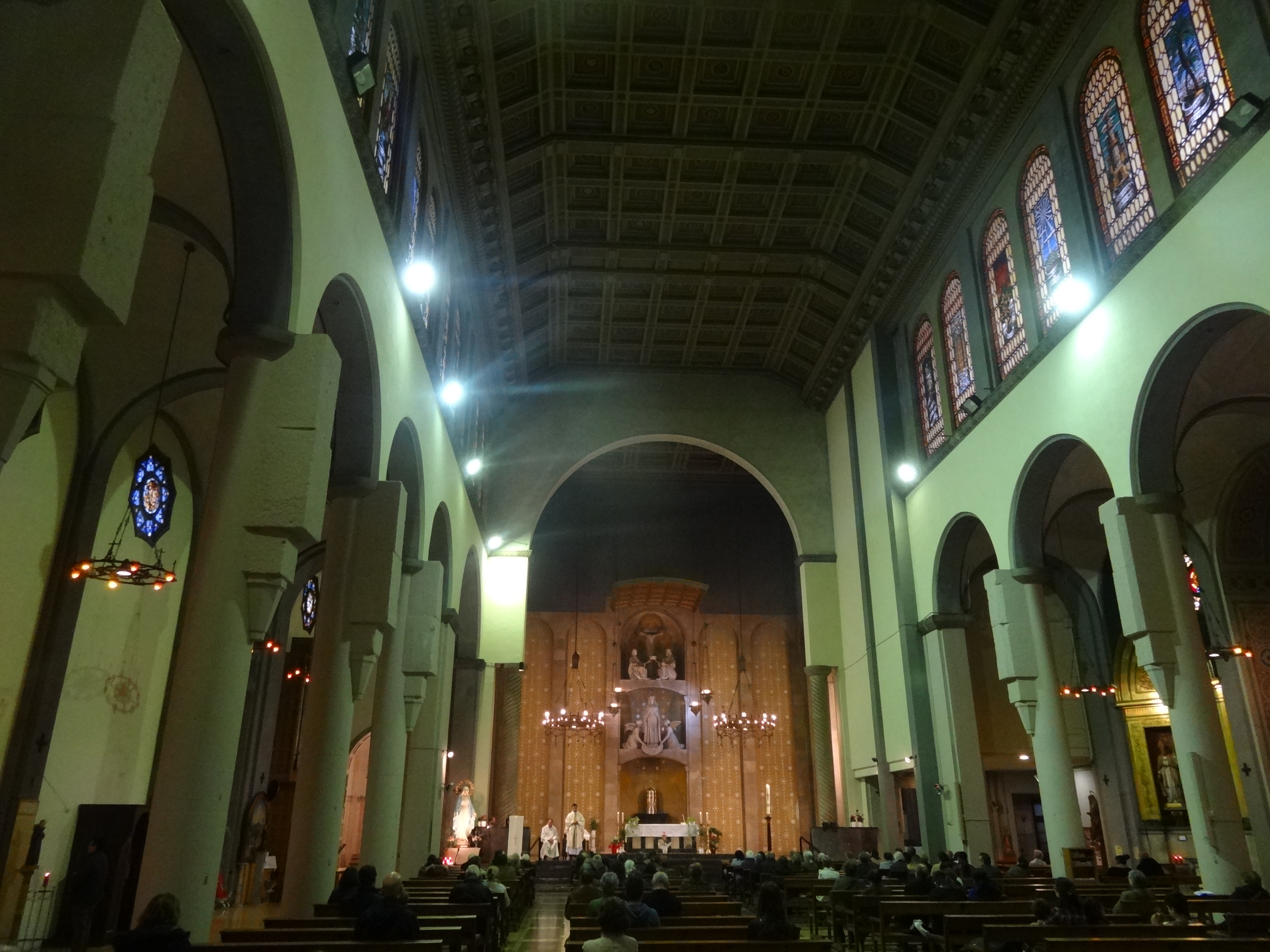
Interior

La parroquia de Santa María de Jesús de Gracia está situada en la calle Gracia de la ciudad de Barcelona (Cataluña, España). Es conocida popularmente como "iglesia de Jesús" y en la guía del Arzobispado aparece con el nombre de Santa María de Gracia.

## Historia
Esta iglesia tiene su origen en el Monasterio de Santa María de Jesús de Gracia, fundado por Alfonso IV, que colocó su primera piedra en 1427, en el cruce de la calle de Aragón con la de Pau Claris. Este monasterio fue destruido durante la Guerra de Sucesión en 1714, y posteriormente reedificado en diversas ocasiones. Los Franciscanos se trasladaron al barrio de Gracia actual (precisamente el nombre del barrio proviene de aquí). Su iglesia fue quemada y en 1825 se reconstruyó según proyecto de Ramón Plana.
Sin embargo, durante la revolución del 1835 se decreta la exclaustración de Órdenes Religiosas y los Franciscanos abandonan el lugar. Se habilita el día 1 de noviembre de este año como parroquia, siendo la primera que hubo en el barrio.
La Parroquia fue saqueada e incendiada el 19 de julio de 1936, entre sus escombros desaparecieron la bella figura de talla del Santo Cristo, obra posiblemente esculpida en el siglo XVI o la imagen corpórea de San Salvador de Horta. También fue pasto de las llamas la imagen de la Virgen del Amor Hermoso y el altar de Nuestra Señora de los Dolores, de líneas esbeltas, obra del arquitecto ochocentista barcelonés Antoni Rovira y Trias, juntamente con el grupo escultórico que completaba su ornamentación.
El 26 de enero de 1939, la Parroquia comenzó a funcionar en la capilla de la Hospedería del Inmaculado Corazón de María, de la calle Matilde, y semanas después, en la iglesia del monasterio de Nuestra Señora de Montesión.
El 31 de diciembre de 1944, el Obispo de Barcelona, Gregorio Modrego Casaus, bendijo el nuevo templo recientemente edificado, de acuerdo con los planos trazados por el arquitecto Josep Goday. Tales trabajos constructivos fueron iniciados el 1 de noviembre de 1935 (fecha coincidente con la erección de la Parroquia, con la bendición y colocación de la primera piedra por el Obispo Manuel Irurita, cuyas obras quedaron interrumpidas por la Guerra Civil Española).
Dentro de esta, destacan, entre muchas bellas imágenes, las esculturas del Altar de Joan Rebull, el Altar de la Virgen de los Dolores, San José, el baptisterio o la imagen peregrina de la Virgen de Fátima, traída a este templo en el año 1949.
La Parroquia tuvo bastante vida durante los años 40, 50 y 60, siendo de las más significativas de Barcelona y de mayor número de feligreses. A partir de la crisis generalizada en los años 70, la Parroquia vive un lento declive que la lleva a una situación bastante incierta en los años 90.
En el año 2002 el Cardenal Ricardo María Carles nombró a Mn. Jaume Dasquens nuevo Párroco de esta. A partir de aquí, comienza a iniciarse una recuperación, se restauran bastantes zonas dañadas y se acogen comunidades del Camino Neocatecumenal creado por Kiko Argüello y Renovación Carismática Católica. 
En 2014, después de una gran labor pastoral, Mn. Jaume Dasquens renunció por cuestiones personales y de edad, quedando Santa María de Gracia sin párroco, aunque oficialmente por cumplimiento del canon 517.2 del Código de Derecho canónico, la pasó a administrar Mn. Enric Ribas, párroco de Santa Teresita del Niño Jesús, con la ayuda del diácono permanente Mn. Rafael Sánchez Núñez.
El 16 de septiembre de 2016, el entonces Arzobispo de Barcelona (nombrado Cardenal el 28 de junio de 2017), Juan José Omella designó párroco a Mn. Emili Roure Boada, que había sido rector de la Iglesia de Santa María de Montalegre (1996-2003) y que en los últimos años se hallaba incorporado a la diócesis de Tarragona.
El CRAI Biblioteca de Reserva de la Universidad de Barcelona conserva, a raíz de la desamortización de los conventos de 1835, los fondos provenientes del Convento de Jesús de Gracia, que actualmente suman unas 20 ediciones. Asimismo, ha registrado y descrito algún ejemplo de las marcas de propiedad que identificaron el convento a lo largo de su existencia.